# 源氏物語評釈
『源氏物語評釈』（げんじものがたりひょうしゃく）は、『源氏物語』の注釈書である。江戸時代に萩原広道の著したものや、昭和時代に玉上琢弥が著したものなどがある。本記事では主に前者について述べる。

## 概要
『源氏物語評釈』は、1854年（嘉永7年）から1861年（文久元年）にかけてという幕末期に刊行された『源氏物語』の注釈書である。この後明治時代に入ると、文学研究の分野でも西洋の学問が導入され、『源氏物語』についての研究も大きな変化を起こすため、そのような影響を受けていない本書は古注釈の最後に位置する。古注釈の集大成に位置づけられる注釈書であり、「古注釈の最高峰」などと評されることもある。著者は歌人・翻訳家・作家・国学者である萩原広道（文化12年（1815年）2月19日 - 文久3年（1863年）12月3日）。書名『源氏物語評釈』に含まれる「評釈」の文言にあるように、それまでの「釈」＝「注釈」だけでなく「評」＝「批評」を重んじていることを大きな特色としている。

## 成立と刊行
本書には刊記の異なる数種類の刊本が確認されている。「夕顔」巻末には1853年（嘉永6年）との記述があり、このころまでにこのあたりの部分まで書きためられていたと見られる。総論の序文によれば、1854年（嘉永7年）正月3日に萩原の持病（当時としては命に関わる可能性もある病気であった脚気）が悪化したため、それまで書きためていた分を出版したとされる。それから6年後の1861年（文久元年）9月に、萩原によって本書の補違にあたる『源氏物語余釈』全2巻が刊行されたため、現在では通常この『余釈』を含めた14巻全体を『源氏物語評釈』としている。ただし、その部分がどの時点で出版されたのかについては、部分的に不明なところがある。本書出版にかかわる荻原自身をはじめとする関係者の手紙がいくつか残っており、それによると本書の出版までには様々な紆余曲折が存在したことが推測出来る。なお、「葵」巻以後残りの分は公にされないまま萩原が死去したため、未完である。

## 構成
本書は以下の計14巻からなる。
- 首巻 2巻（総論）
  - 上巻
    - 源氏物語といふ題号の事
    - 紫式部の事並日本紀の御局の事
    - 時世のありさまの事
    - 此物語賞誉の事
    - 此物語の歌の事
    - 作者の用意の事
    - 物語の心ばへ並者のあはれを知るといふ事
    - 一部大事といふ事

  - 下巻
    - 此物語注釈の事
    - 引歌の事
    - 準拠の事
    - 巻々の名ともの事
    - 人々の名の事
    - 紀年（年立）の事
    - 系図の事
    - 此の物語に様々の法則のある事
    - 折々のけしきを書る所の事
    - 頭書評釈凡例
    - 本文評釈凡例

- 各巻を追っての注釈 8巻（桐壺から花宴までで中断）
本書以前の以下のようなさまざまな注釈を「旧注新注」として引用している。源氏物語の注釈について「湖月抄」以前を「旧注」、それ以後を「新注」とする現代にも行われている区分を初めて唱えたのが本書である。新注を主として参照し、必要に応じて（新注に欠けているものを新注に反しない範囲で）旧注を参照するとしている。
  - 奥入 藤原伊行（源氏釈と奥入とを混同している）
  - 奥入注追加 京極中納言定家（現在一般に「奥入」と呼ばれているもののことである）
  - 水原抄 源光行
  - 紫明抄 素寂
  - 原中最秘抄 素寂
  - 河海抄 四辻左大臣善成
  - 花鳥余情 一条兼良
  - 源語秘訣 一条兼良
  - 和秘抄 一条兼良
  - 不審抄出 宗祇
  - 帚木別注 宗祇
  - 弄花抄 三条西実隆
  - 一葉抄 肖柏
  - 細流抄 三条西公条
  - 明星抄 三条西実澄
  - 孟津抄 九条稙通
  - 岷江入楚 中院通勝
  - 岷江入楚中一説 中院通勝
  - 紹巴抄 里村紹巴
  - 万水一露 能登永閑
  - 湖月抄 北村季吟
  - 湖月抄師説 簑形如庵
  - 湖月抄中一説 北村季吟
  - 源注拾遺 契沖
  - 源氏新釈 賀茂真淵
  - 玉小櫛 本居宣長
  - 玉小櫛補追 鈴木朗
  - 源注余滴 石川雅望
  - 雅言集覧 石川雅望
  - 雅語釈解 鈴木朗

- 語釈一之巻
- 語釈二之巻
- 余釈一之巻
- 余釈二之巻

## 内容
基本的に本居宣長の『源氏物語玉の小櫛』に代表されるような、当時の一般的な国学者による注釈書にならったものである。『源氏物語』の本文全文を備えた注釈書であり、予備知識のない一般人でも分かる注釈を意図していると見られる。基本的には宣長の「もののあはれ」論に賛成しながらも、一部に宣長が否定した安藤為章の『紫家七論』の諷喩説にも評価をあずかるようなことも行っている。
『源氏物語』の文章の「法則」として、「主客」・「正副」・「正対」・「反対」・「照対・照応」・「伏案・伏線」・「種子」・「報応」・「風諭」・「咏（文咏・語咏）」・「間隔」・「抑揚」・「緩急」・「反復」・「省略」・「余波」・「首尾」・「類例」・「用意」・「草子地」・「余光・余情」を挙げて、『源氏物語』の表現構造を読み解こうとしている、

## 本文
- 室松岩雄編輯本居豊穎[ほか]校訂『国文註釈全書 4 源氏物語評釈』国学院大学出版部、1909年。
- 『源氏物語古註釈大成 第4巻 源氏物語評釈 萩原広道著』日本図書センター、1978年10月。
- 秋山虔監修島内景二・小林正明・鈴木健一編集『批評集成・源氏物語 第2巻 近世後期篇 源氏物語評釈』 ゆまに書房、1999年5月。 ISBN 4-89714-632-1
  - 惣論のみ

## その他の「源氏物語評釈」
本書を「古注釈の最高峰」と評した玉上琢弥は、1960年代に自身が著した『源氏物語』全文の校本・現代語訳・注釈・索引を含む著作を「源氏物語評釈」と名付けている。全12巻および別巻2巻が角川書店から刊行されている。
- 第1巻 1964年
- 第2巻 - 第5巻 1965年
- 第6巻 - 第7巻 1966年
- 第8巻 - 第9巻 1967年
- 第10巻 1967年
- 第11巻 - 第12巻 1968年
- 別巻 第1 源氏物語研究 1966年
- 別巻 第2 源氏物語人物総覧・事項索引 1969年

- 石田穣二「玉上琢弥著「源氏物語評釈第一巻―第五巻，別巻一」東京大学国語国文学会編『国語と国文学』第43巻第12号、ぎょうせい、1966年11月、pp. 64-68。

その他、阿部秋生にも「源氏物語評釈」と名付けられた著作が存在する。
- 『古典評釈叢書 新纂源氏物語評釈 上巻』清水書院、1953年
- 『古典評釈叢書 新纂源氏物語評釈 下巻』清水書院、1956年
- 『古典評釈叢書 源氏物語評釈 : 語釈・文法・参考』清水書院、1965年